# Kunwargaon
Kunwargaon là một thị xã và là một nagar panchayat của quận Budaun thuộc bang Uttar Pradesh, Ấn Độ.

## Nhân khẩu
Theo điều tra dân số năm 2001 của Ấn Độ, Kunwargaon có dân số 6754 người. Phái nam chiếm 54% tổng số dân và phái nữ chiếm 46%. Kunwargaon có tỷ lệ 46% biết đọc biết viết, thấp hơn tỷ lệ trung bình toàn quốc là 59,5%: tỷ lệ cho phái nam là 56%, và tỷ lệ cho phái nữ là 35%. Tại Kunwargaon, 19% dân số nhỏ hơn 6 tuổi.